# Kościół św. Franciszka z Asyżu w Pieńsku
Kościół świętego Franciszka z Asyżu – rzymskokatolicki kościół parafialny należący do dekanatu Węgliniec diecezji legnickiej.

## Historia
Budowa kościoła rozpoczęła się w 1882 roku. W 1885 roku prace budowlane zakończyły się i z tej okazji zostały zawieszone trzy dzwony oraz kupiono organy. W dniu 15 listopada 1885 roku świątynia została uroczyście poświęcona przez księdza Urbanka, proboszcza ze Zgorzelca. W 1907 roku przy kościele została utworzona samodzielna parafia, ponieważ do Pieńska przybył stały proboszcza w osobie księdza Ottona Springera. 
W 1945 roku, świątynia została zniszczona na skutek działań wojennych. Po zakończeniu II wojny światowej opiekę nad Kościołem i parafią przejęli 00. Franciszkanie Konwentualni. W tym czasie podjęto natychmiast prace przy odbudowie świątyni. W 1951 roku kościół był w takim stopniu odbudowany, że rozpoczęto w niej odprawianie nabożeństw. Jednak nadal trwały prace remontowe: w 1952 roku została odbudowana wieża i zawieszono na niej dwa dzwony, a w 1954 roku zostały zamontowane na chórze organy. W późniejszych latach została założona posadzka i rozpoczęto malowanie wnętrza.

## Tablice i otoczenie
W kościele wmurowane są tablice pamiątkowe ku czci:
- bł. Michała Tomaszka (dwie), w tym jedna (z 2015) z relikwiami,
- jubileuszu roku 2000,
- 25. rocznicy wprowadzenia stanu wojennego w Polsce[3].

Przy kościele stoi pomnik św. Jana Pawła II oraz głaz ku jego czci z okazji 25. rocznicy pontyfikatu.

## Galeria

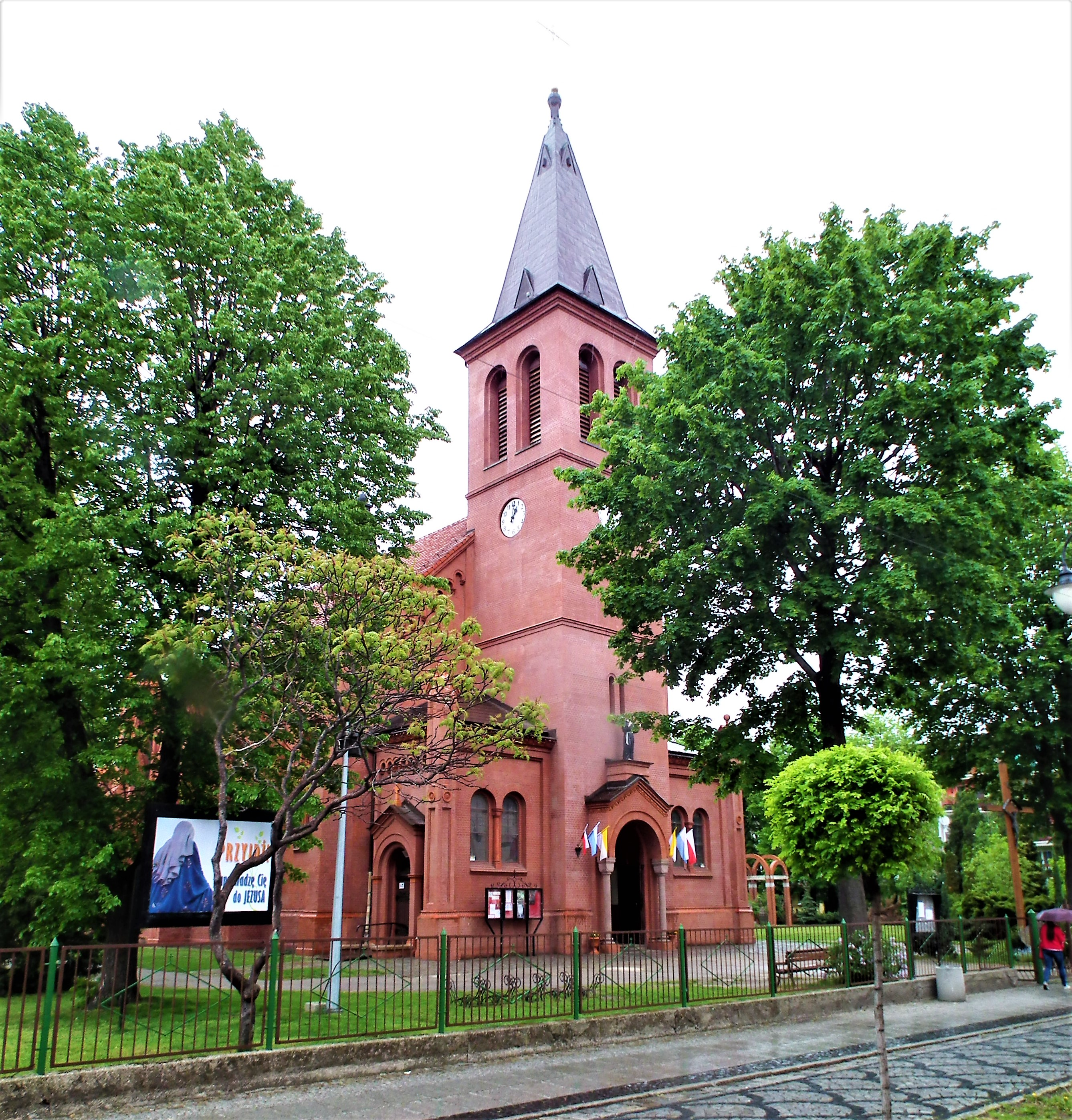
Widok od frontu
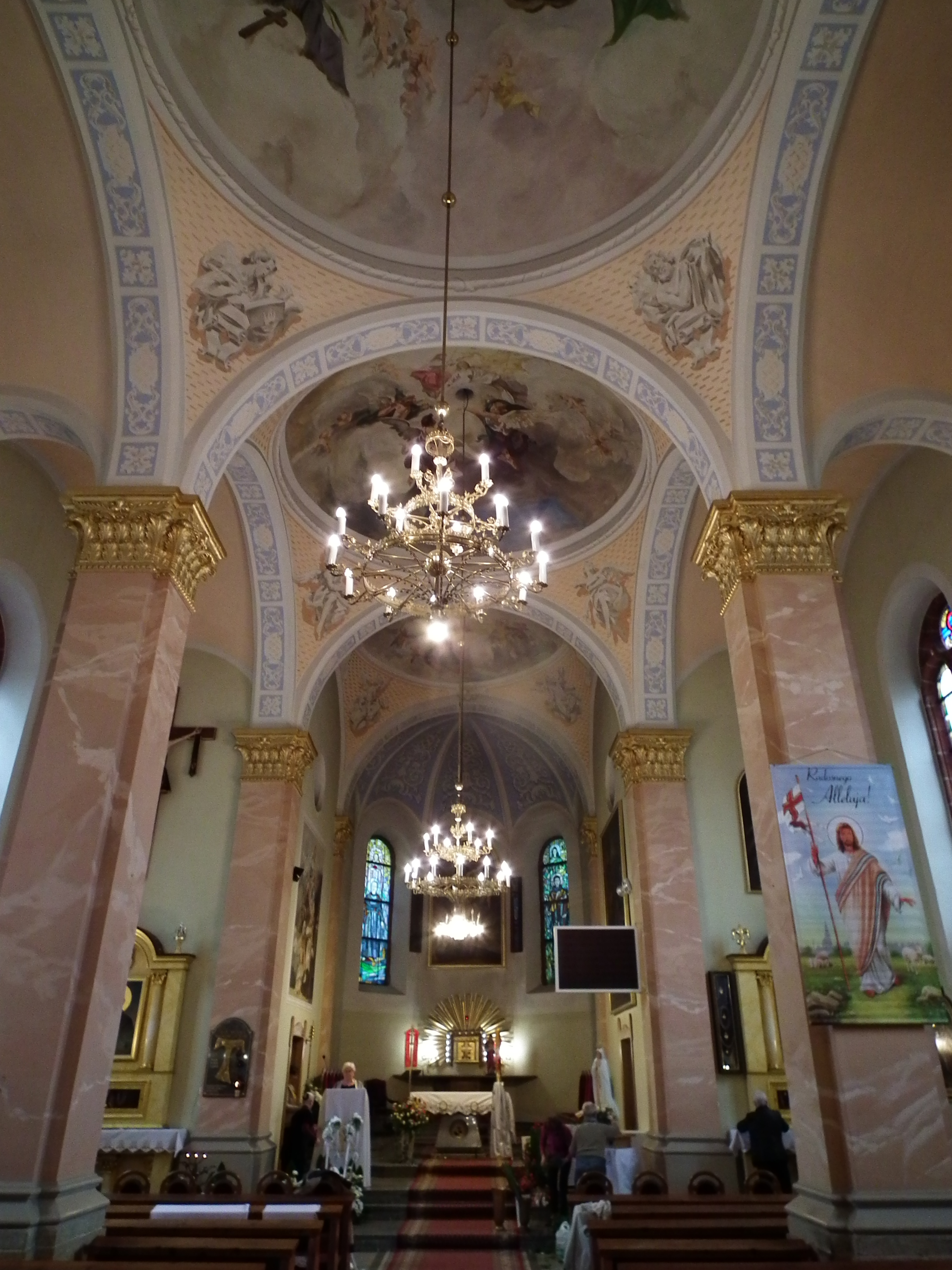
Wnętrze z ołtarzem i freskami
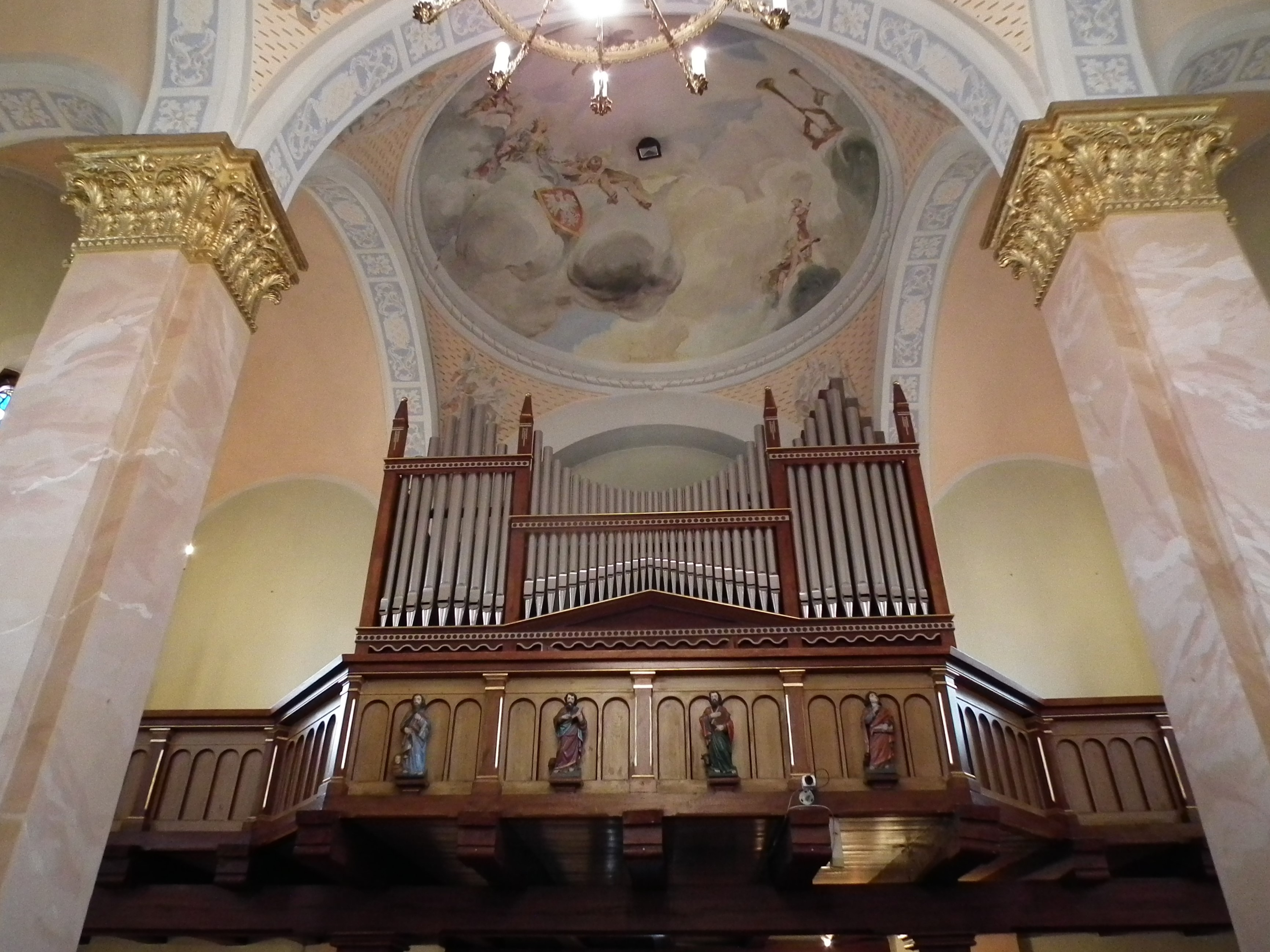
Chór z organami
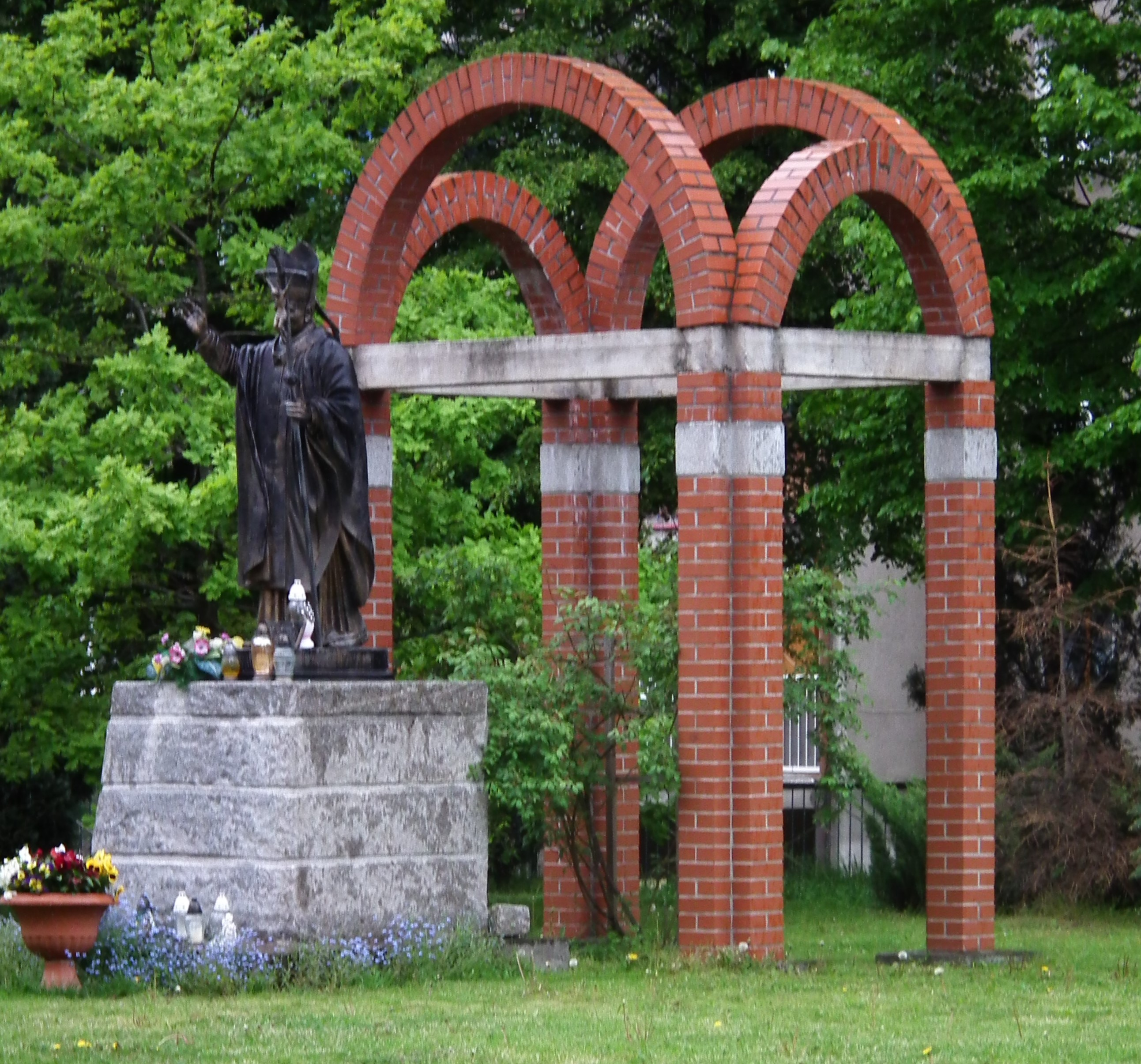
Pomnik św. Jana Pawła II